# Chiusano d’Asti
Chiusano d’Asti ist eine Gemeinde in der italienischen Provinz Asti (AT), Region Piemont.

## Lage und Einwohner
Chiusano d’Asti liegt 13 km nordwestlich von der Provinzhauptstadt Asti entfernt. Das Gemeindegebiet umfasst eine Fläche von zwei km² und hat 254 Einwohner (Stand 31. Dezember 2023). Zur Gemeinde zählen auch die beiden Fraktionen Castagna und Valcerma. Die Gemeinde ist ein Teil der Comunità Collinare Val Rilate.
Die Nachbargemeinden sind Asti, Camerano Casasco, Cinaglio, Cossombrato, Montechiaro d’Asti und Settime.

## Geschichte
Zusammen mit der Nachbargemeinde Cossombrato hat Chiusano d’Asti an der Bahnstrecke Chivasso–Asti einen Bahnhof. Dieser wurde 1988 zu einer Haltestelle herabgestuft. 2012 wurde die gesamte Strecke stillgelegt.

## Kulinarische Spezialitäten
In Chiusano d’Asti werden Reben der Sorte Barbera für den Barbera d’Asti, einen Rotwein mit DOCG-Status angebaut.